# Pseudomma minutum
Pseudomma minutum är en kräftdjursart som beskrevs av O. Tattersall 1955. Pseudomma minutum ingår i släktet Pseudomma och familjen Mysidae. Inga underarter finns listade i Catalogue of Life.